# Andrij Ahafonov
Andrij Valerijovyč Ahafonov (in ucraino Андрій Валерійович Агафонов?; Odessa, 7 maggio 1986) è un cestista ucraino.